# Thalgau
Thalgau é um município da Áustria, situado no distrito de Salzburg-Umgebung, no estado de Salzburgo. Tem 48,2 km² de área e sua população em 2019 foi estimada em 5.938 habitantes.